# Gottberg (Märkisch Linden)

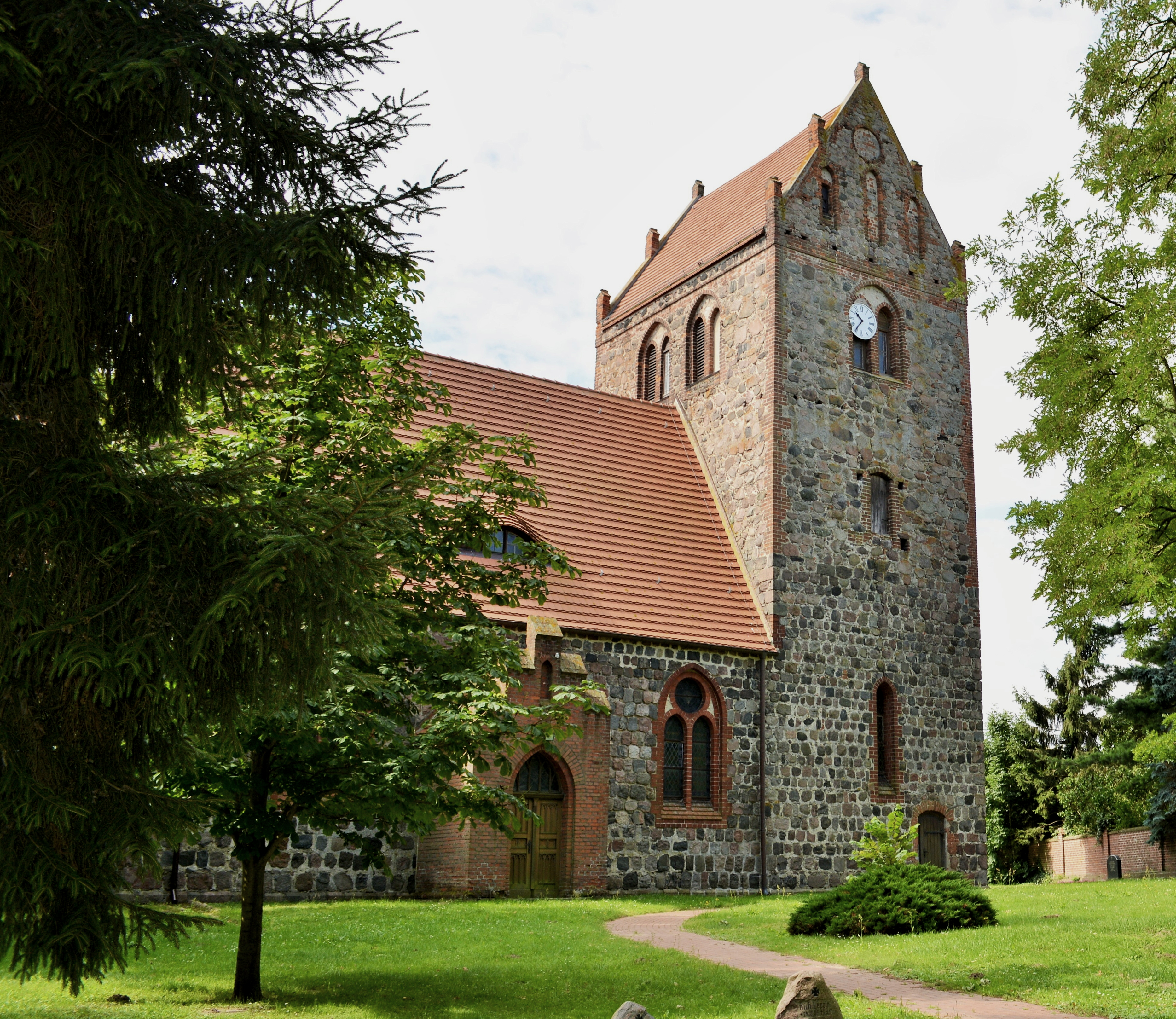
Die Dorfkirche von Gottberg

Gottberg ist ein Ortsteil der Gemeinde Märkisch Linden im Landkreis Ostprignitz-Ruppin im Land Brandenburg. Der Ort ist ein Straßenangerdorf. Im Dorf leben 227 Einwohner (Stand 31. Dezember 2019).

## Geschichte
Um 1490 gehörte Gottberg zur im Kern reichsunmittelbaren Herrschaft Ruppin der Grafen von Lindow-Ruppin.
Theodor Fontane erwähnte Gottberg 1862 in seinen Wanderungen durch die Mark Brandenburg kurz:

„Eine Meile östlich von Ganzer liegt Gottberg. Seit Beginn des vorigen Jahrhunderts wechselten die Besitzer mannigfach, bis dahin aber, namentlich während der Zeit der Reformation und des Dreißigjährigen Krieges, war es ein Quitzowsches Gut.“

## Sehenswürdigkeiten
Die Dorfkirche Gottberg stammt aus dem 13. Jahrhundert. In ihrem Kirchhof befindet sich ein Gefallenendenkmal.

## Verkehr
Das Dorf liegt an der Kreisstraße 6806, die im Ort als Gottberger Dorfstraße geführt wird. Sie führt südlich direkt zur Bundesstraße 167.
1902 erhielt Gottberg durch die Strecke der Ruppiner Kreisbahn von Neuruppin nach Neustadt Bahnanschluss. Der Bahnhof Gottberg liegt außerhalb des Ortes. Der Personenverkehr wurde bis zuletzt von der Prignitzer Eisenbahn GmbH abgewickelt. Am 9. Dezember 2006 wurde der Schienenverkehr nach 104 Jahren auf der Strecke eingestellt.